# Like phantoms, forever
Like phantoms, forever es un EP de My Chemical Romance, del que solo se hicieron cien copias. Fue editado para promocionar a la banda en la ciudad de Rutland (Vermont, Estados Unidos) en septiembre de 2002.

## Lista de canciones
1. “Vampires will never hurt you”
2. “This is the best day ever”
3. “Jack the Ripper” (en vivo, cover de Morrissey)

## Créditos
- Gerard Way: voz;
- Ray Toro: guitarra principal;
- Mikey Way: bajo;
- Matt Pelissier: batería, percusión.